# سایمون شفر
سایمون شفر (به انگلیسی: Simon Schaffer)، (زاده ۱ ژانویه ۱۹۵۵) استاد تاریخ و فلسفه علم در گروه تاریخ و فلسفه علم در دانشگاه کمبریج و تا این اواخر سردبیر مجله انگلیسی برای تاریخ علم بود.